# Praga R1
Praga R1 je závodní a sportovní vůz automobilky Praga, vyrábí se od roku 2013. 

## Popis
Vývoj modelu R1 byl zahájen v roce 2009. První vůz Praga R1 byl postaven v roce 2012. Oficiální testovací jezdec Pragy Danny van Dongen se s vozem poprvé svezl 10. října 2012, sériová výroba vozu R1 začala v březnu 2013. Vyrábějí se tři verze R1, R1S a R1T.

### Technické údaje
- Rozměry: 4144 × 1800 × 965 mm
- Hmotnost: 592 kg, 625 kg (R1T)
- Motor: Renault Sport Formula 2.0 (turbo, 4 válce, 16 ventilů)
- Zdvihový objem: 1998 cm³
- Výkon R1: 157 kW (210 hp), R1S: 175 kW (235 hp), R1T: 254 kW (340 hp)
- Max. točivý moment: 220 Nm na 4500 ot./min (R1), 250 Nm na 5200 ot./min (R1S), 410 Nm na 5750 ot./min (R1T)
- Převodovka: šestistupňová
- Maximální rychlost: 280 km/h (R1T)
- Zrychlení z 0 na 100 km/h: 2,8 s (R1T)

## Závody
Vozy R1 závodily v letech 2013 a 2014 v nizozemské soutěži Supercar Challenge. První rok se plánovalo do prvního kola přihlásit deset vozů Praga R1, kvůli stávce ve španělské celní divizi však většina kol, vyráběných španělskou firmou Braid Wheels, nedorazila včas a kvůli nedostatku kol mohly do prvního závodu odstartovat pouze tři vozy. Danny van Dongen obsadil první pole position ve třídě PR1, celkově byl čtvrtý, Stefan Rosina vyhrál první závod. Druhý rok absolvovala Praga R1 vůbec první 24hodinový závod, ve své třídě získala třetí místo. V letech 2017-2018 se vůz účastnil Dutch GT & Prototype Challenge, tým si vedl dobře s několika umístěními na stupních vítězů. 
V letech 2019-2021 Praga R1 závodila v britské soutěži Britcar Endurance Championship, první sezónu byl tým čtvrtý celkově, ale ve své třídě první. Další rok se účastnily tři týmy Praga, Danny Harrison a Jem Hepworth vyhráli celkový titul a titul třídy 1 v mistrovství. V roce 2021 Britcar Endurance Championship obsahoval zcela novou kategorii pouze pro Pragu, účastnilo se jí osm vozů Praga R1.

## Praga R1R

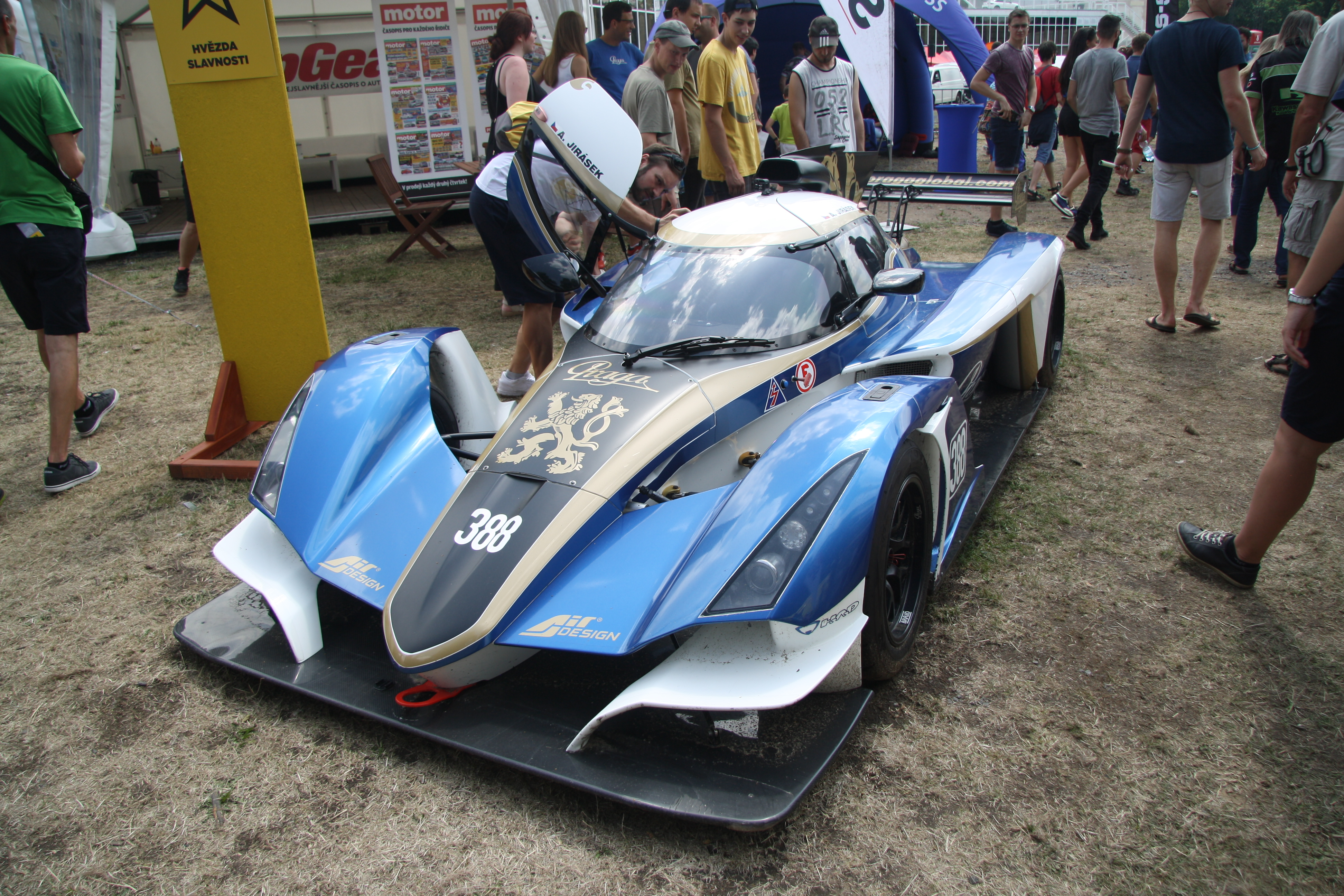
Silniční R1R je založená na závodním vozu R1

Praga R1R je sériový sportovní vůz založený na R1. Jde o první silniční vůz Pragy od roku 1947. R1R disponuje neuvěřitelným poměrem 575 koňských sil na jednu tunu, to je stejný poměr jako u Bugatti Veyron.
Vůz je poháněn stejným motorem, převodovkou, brzdami, spojkou a podvozkem. Lze do něj nainstalovat sedačku spolujezdce. Výrazné vnější rozdíly jsou v designu světlometů, zadním křídle a horním vzduchovém tunelu.
Vůz byl představený v roce 2015 a prodával se mezi roky 2016-2019. Kvůli 68leté odmlce se Praga rozhodla vyrobit 68 kusů vozu. V roce 2019 stál vůz 5,3 milionu Kč.

### Technické údaje
- Rozvor: 2525 mm[3]
- Rozměry: 4144 × 1800 × 965 mm
- Hmotnost: 670 kg
- Motor: Renault Sport Formula 2.0 (turbo, 4 válce, 16 ventilů)
- Zdvihový objem: 1998 cm³
- Výkon: 291 kW (396 hp)
- Max. točivý moment 530 Nm na 4200 ot./min
- Převodovka: šestistupňová
- Maximální rychlost: 258 km/h
- Zrychlení z 0 na 100 km/h: 2,9 s

## Galerie

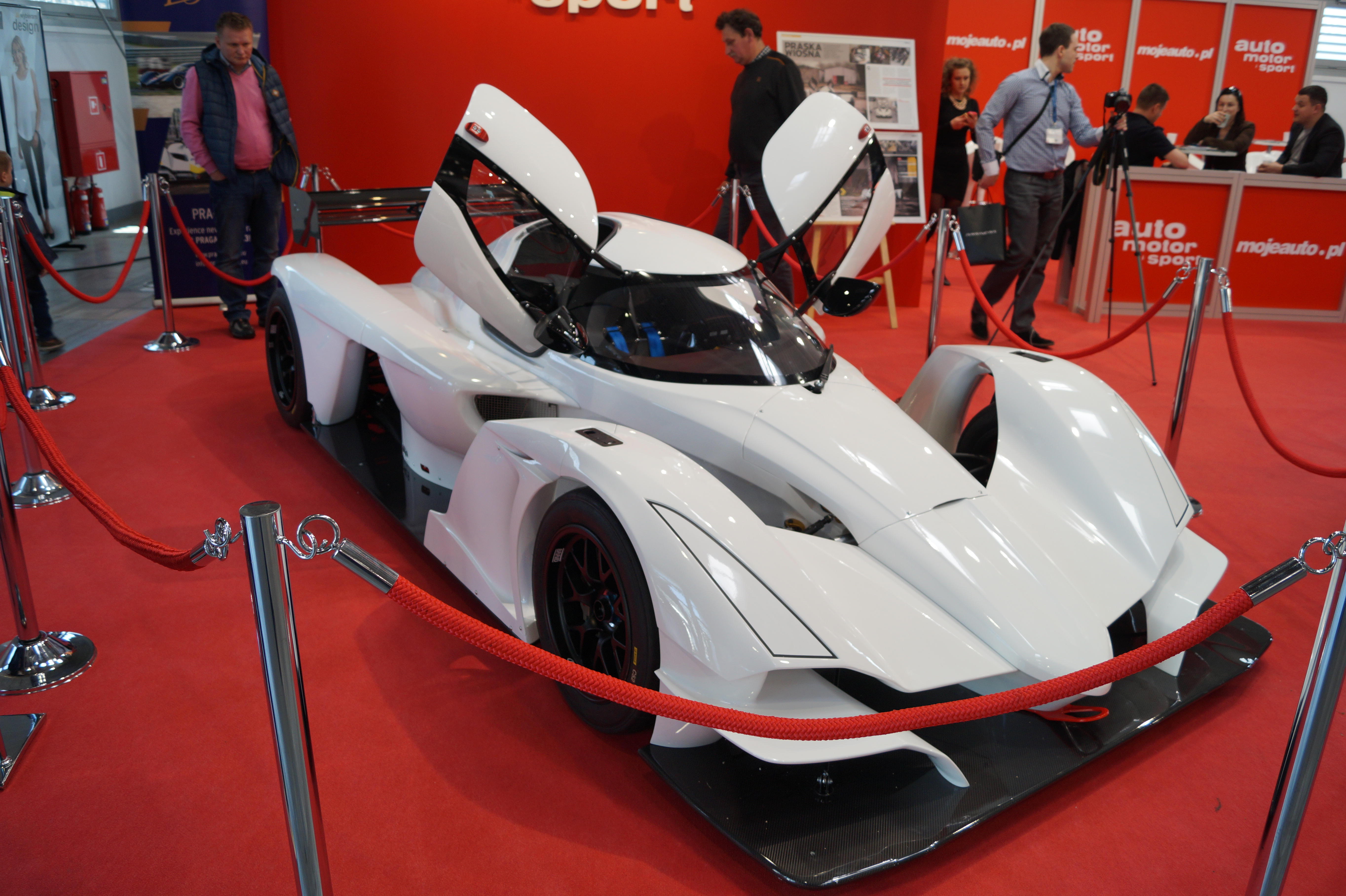
Prototyp Praga R1 (2015)
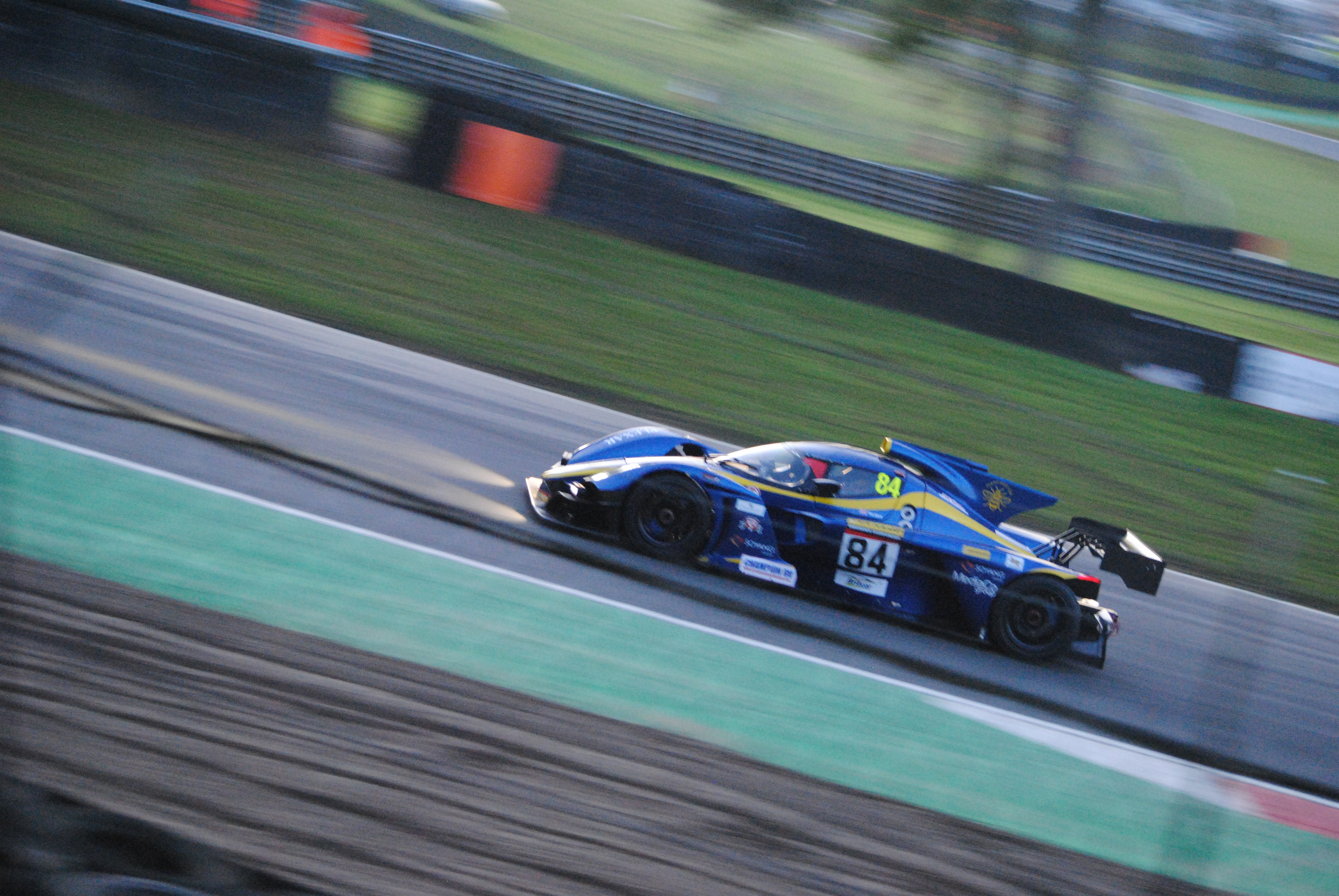
Praga R1 na Britcar Endurance Championship 2019
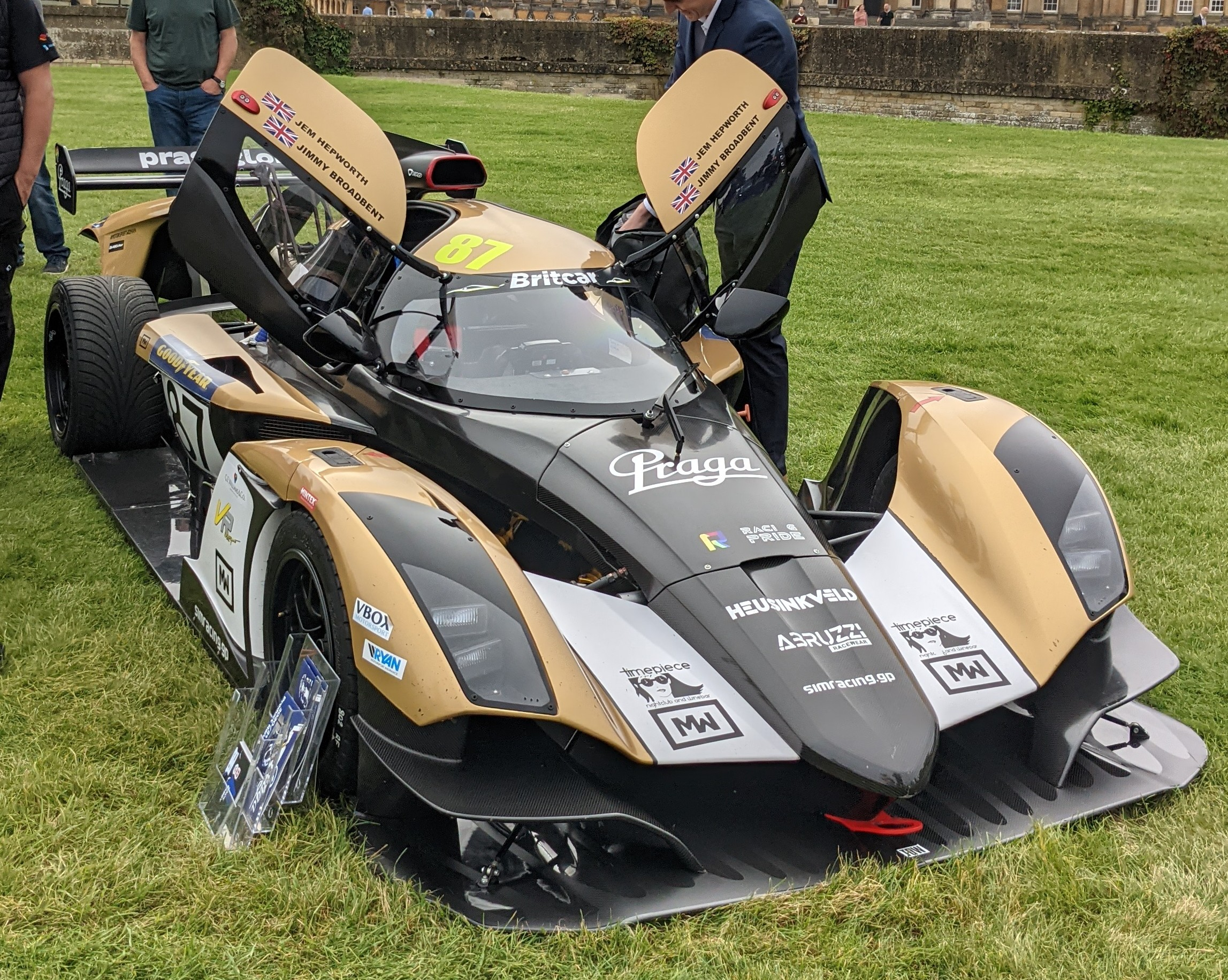
Praga R1 na Britcar Endurance Championship 2021
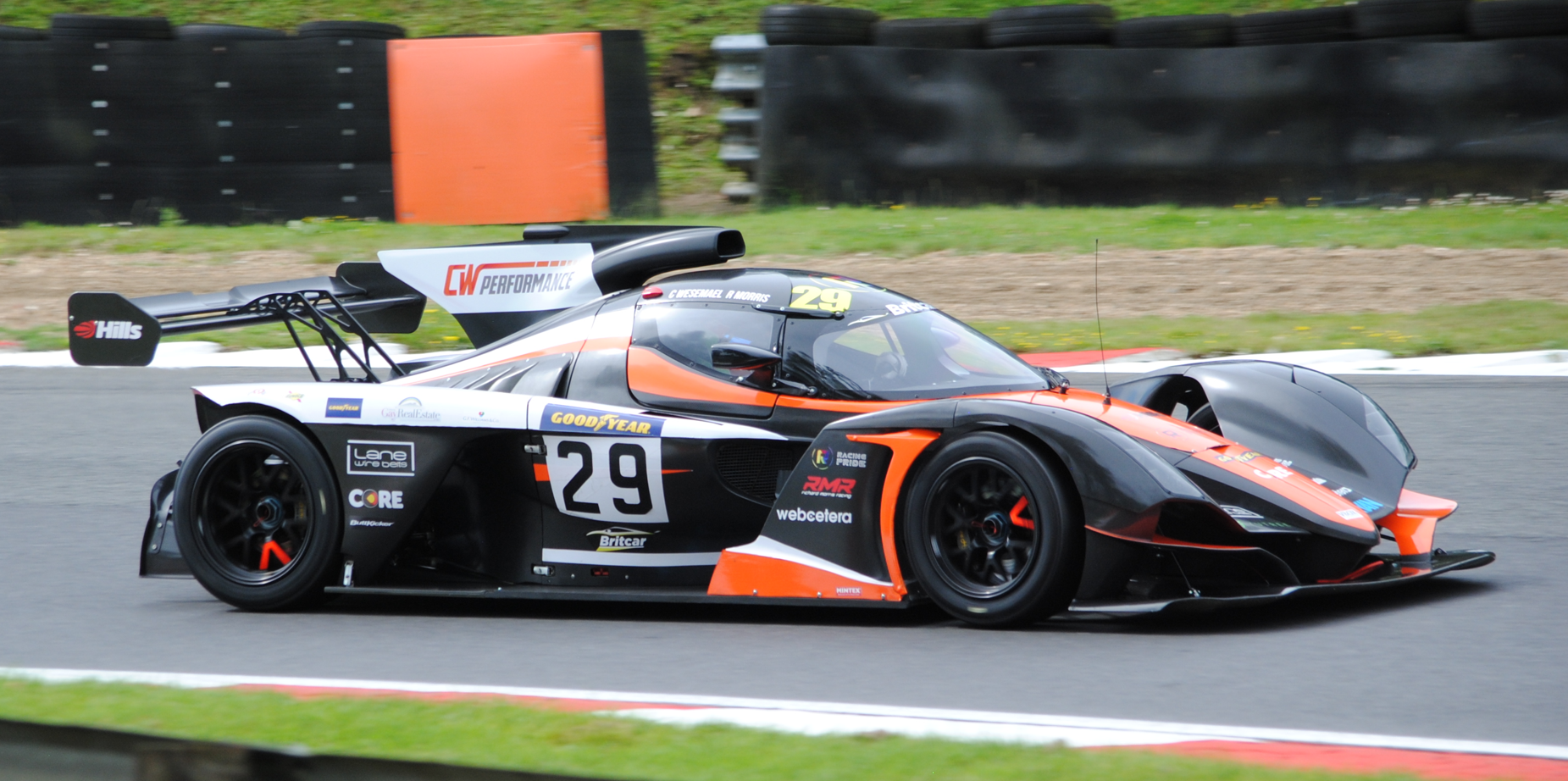
Praga R1 na Britcar Endurance Championship 2021